# Zona de Operaciones del Litoral Adriático
La Zona de Operaciones del Litoral Adriático (en alemán: Operationszone Adriatisches Küstenland; acrónimo: OZAK) fue una de las dos zonas de administración militar alemana creadas por la ocupación militar nazi de territorios anteriormente en poder de la Italia fascista tras la capitulación italiana en la Segunda Guerra Mundial en septiembre de 1943.
Fue creada en septiembre de 1943 a partir de las provincias italianas de Udine, Gorizia, Trieste, Pula, Fiume y Liubliana.
El centro administrativo era Trieste. El territorio anexionado de facto, que no llegó a ser parte formal del Tercer Reich, dependía del Gau de Carintia.